# 1488.
◄ | 14. stoljeće | 15. stoljeće | 16. stoljeće | ►
◄ | 1450-ih | 1460-ih | 1470-ih | 1480-ih | 1490-ih | 1500-ih | 1510-ih | ►
◄◄ | ◄ | 1485. | 1486. | 1487. | 1488. | 1489. | 1490. | 1491. | ► | ►►
Arhitektura • Astronomija • Glazba • Knjige • Književnost • Kršćanstvo • Medicina • Pravo • Promet • Slikarstvo • Znanost

## Događaji
- Bartolomeu Dias oplovio južni vrh Afrike, što je otvorilo pomorski put za Indiju

## Rođenja
- 21. travnja – Ulrich von Hutten, njemački humanist i pjesnik († 1523.)

## Vanjske poveznice
|  | Zajednički poslužitelj ima još gradiva o temi 1488. |